# Rajská zahrada (métro de Prague)
Pour les articles homonymes, voir Hloubětín.
Rajská zahrada est une station de métro à Prague, en Tchéquie. Située sur la ligne B du métro de Prague entre Hloubětín et Černý Most, elle est ouverte depuis le 8 novembre 1998.